# Włodzimierz (Użynski)
Włodzimierz, nazwisko świeckie Użynski (ur. 11 marca?/22 marca 1777, zm. 4 grudnia?/16 grudnia 1855) – rosyjski biskup prawosławny.
W 1807 wstąpił do monasteru, w maju 1811 otrzymał godność igumena i został przełożonym monasteru Zmartwychwstania Pańskiego w Dieriewianicach. W listopadzie tego samego roku został podniesiony do godności archimandryty i został przełożonym monasteru św. Antoniego w Nowogrodzie. Od 1816 do 1819 był przełożonym Świętojezierskiego Wałdajskiego Monasteru Iwerskiej Ikony Matki Bożej. W 1819 przeniesiony do monasteru św. Jerzego w Nowogrodzie.
11 maja 1819 miała miejsce jego chirotonia na biskupa rewelskiego, wikariusza eparchii petersburskiej. W 1822 przeniesiony na katedrę kurską i biełgorodzką. W 1831 został arcybiskupem czernihowskim, zaś w 1836 – kazańskim. W 1848 odszedł w stan spoczynku i zamieszkał w monasterze Zaśnięcia Matki Bożej w Swijażsku. Zmarł w 1855 i został pochowany w tymże klasztorze.